# Заросли шляхи тернами…
«Заросли шляхи тернами…» — вірш Тараса Шевченка, написаний у першій половині 1849 року в Раїмі.

## Зміст вірша
Зберігся чистовий автограф вірша у «Малій книжці». Автограф не датовано. Вірш датується за місцем твору у «Малій книжці» серед творів 1849 року (під № 8 у третьому зшитку за 1849 рік) та часом перебування Шевченка в Раїмі в січні — квітні 1849 року, орієнтовно: січень — квітень 1849 року, місце написання — Раїм.
Найраніший відомий текст — автограф у «Малій книжці», куди вірш переписано з невідомого автографа в Оренбурзі не раніше 1 листопада 1849 року, після повернення поета з Аральської описової експедиції, і не пізніше дня його арешту — 23 квітня 1850 року. У тексті «Малої книжки» після рядка 38 й розчерку, яким Шевченко позначив закінчення тексту, дописано ще три рядки, які становлять паралельний до рядків 36 — 38 варіант:
Не дай мені згинуть
На чужині, дай хоч глянуть
На тую країну
До «Більшої книжки» твір не переписано. З «Малої книжки» вірш переписано до рукописного списку невідомої особи з окремими, за свідченням О. Кониського, виправленнями Шевченка кінця 1850-х років, що належав Л. Жемчужникову і тепер не відомий. Уривки, наведені з нього О. Кониським, відповідають тексту «Малої книжки», за винятком рядків 2 («На тую Вкраїну») та 37 («На народ отой убогий»).
Рядки 36 — 38 (паралельний пізніший варіант), дописані в «Малій книжці» після завершального розчерку, подано Кониським і за списком у переробленому (можливо, Шевченком) вигляді:
Не дай мені згинуть
Отут на чужині!
Вперше вірш надруковано у виданні: «Кобзарь Тараса Шевченка / Коштом Д. Е. Кожанчикова» (СПб., 1867 рік, стор. 509—510), де подано за «Малою книжкою».

## Сюжет
Мотиви вірша — туга за батьківщиною, самотність, тяжка доля. Ці мотиви виразно виявилися ще в ранній ліриці поета, дещо ослабилися в період «трьох літ» і знову посилилися в поезії часів заслання. Коломийкова ритміка й фольклорна образність твору споріднюють його з народними піснями.

## Музика
На музику вірш поклав С. Воробкевич.